# Хюбнер, Флориан
Флориан Хюбнер (нем. Florian Hübner; 1 марта 1991, Висбаден, ФРГ) — немецкий футболист, защитник клуба «Веен».

## Карьера

### Клубная карьера
Воспитанник «Веена», за профессиональную команду которого дебютировал в 2009 году в матче третьей футбольной лиги Германии. Летом 2011 года перешел во вторую команду дортмундской «Боруссии»; к началу сезона 2013/14 перешел в Зандхаузен, в составе которого забил свой первый гол в профессиональной карьере. С 2016 по 2018 год являлся игроком «Ганновера».
В сезоне 2018/19 Хюбнер перешел в «Унион» Берлин.

### Национальная сборная
В октябре 2010 года вызывался в юношескую сборную страны (U-20), но из-за травмы тогда не попал в заявку на матч. Дебютировал в составе юношеской сборной 17 ноября 2010 года в отборочном матче против итальянцев.

## Семья
Старший брат Флориана Хюбнера Беньямин играет за «Хоффенхайм», также на позиции защитника.